# 영구동토

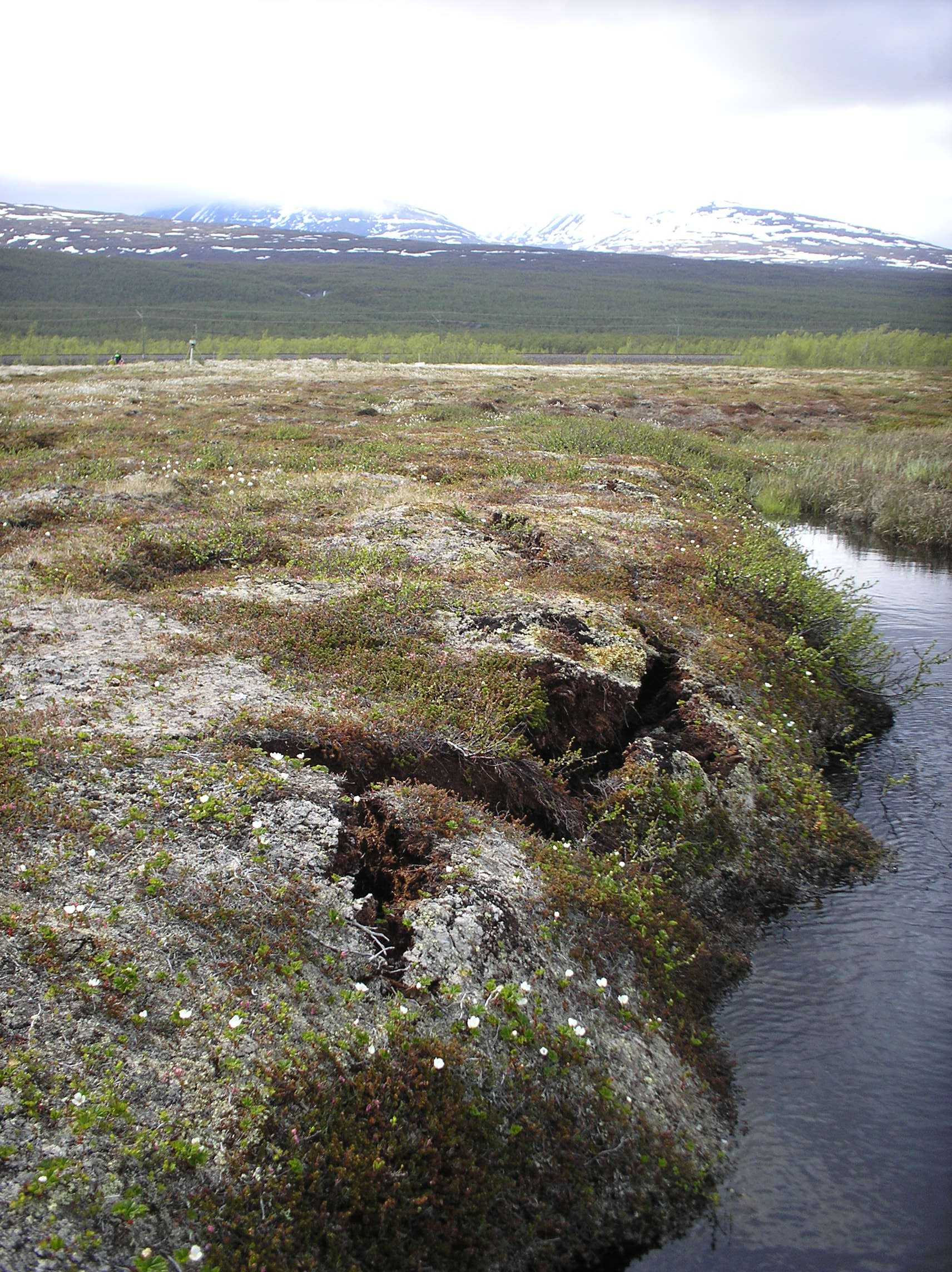
스웨덴의 동토.

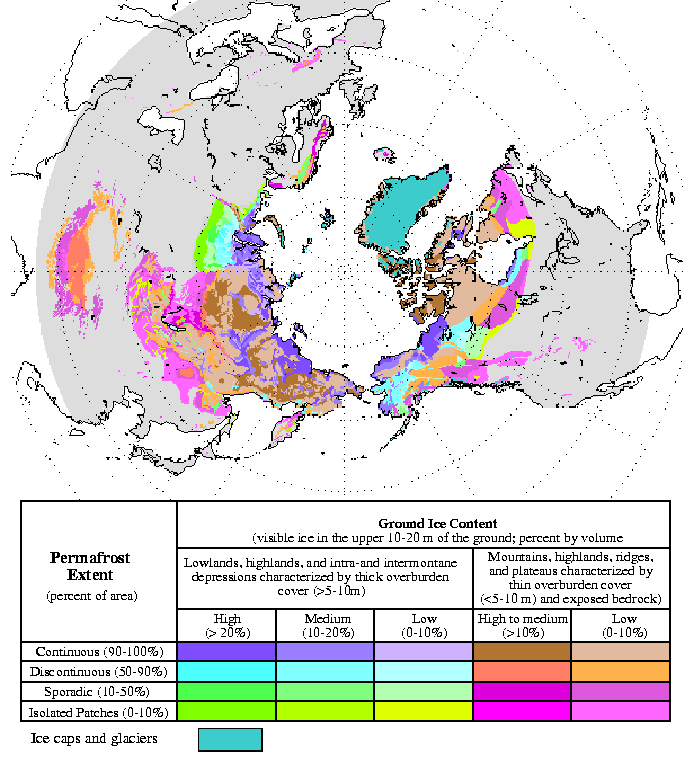
북극의 영구 동토의 범위와 유형

영구동토(永久凍土, permafrost)는 2년 이상의 기간 동안 연속적으로 0 °C(물의 어는점, 32 °F) 이하를 유지하는 토양 또는 수중 퇴적물을 일컫는다. 가장 오래된 영구동토는 약 70만 년 동안 계속 얼어 있었다. 가장 얕은 영구동토의 수직 범위는 1미터(3피트) 미만이며, 가장 깊은 곳은 1,500미터(4,900피트) 이상이다. 개별 영구동토 지역의 면적은 좁은 산꼭대기로 제한될 수도 있고, 북극 지역처럼 광활하게 걸쳐 있을 수도 있다. 빙하와 빙상 아래의 땅은 일반적으로 영구동토로 정의되지 않으므로, 육지에서 영구동토는 일반적으로 계절에 따라 얼었다 녹는 소위 활성층이라 불리는 토양 아래에 위치한다.
북반구의 약 15% 또는 지구 표면의 11%가 영구동토로 이루어져 있으며, 총 면적은 약 1,800만 km²(690만 평방마일)에 달한다. 여기에는 알래스카, 캐나다, 그린란드, 시베리아의 넓은 지역이 포함된다. 또한 티베트고원이 대표적인 예인 고산 지역에도 위치한다. 남반구에는 소수의 영구동토만 존재하며, 파타고니아의 안데스산맥, 뉴질랜드의 서던알프스산맥, 또는 남극의 가장 높은 산들과 같은 산 경사면에 국한되어 있다.
영구동토에는 수천 년 동안 완전히 분해되고 탄소를 방출할 기회 없이 축적된 많은 양의 죽은 바이오매스가 포함되어 있어 툰드라 토양을 탄소흡수원으로 만든다. 지구 온난화로 인해 생태계가 가열되면서 얼어붙은 토양이 녹고 분해가 다시 시작될 수 있을 만큼 따뜻해지면서 영구동토 탄소 순환이 가속화된다. 해빙 시점의 조건에 따라 분해는 이산화 탄소 또는 메테인을 방출할 수 있으며, 이러한 온실가스 배출은 기후 변화 반응으로 작용한다. 녹아내리는 영구동토에서 나오는 배출량은 기후에 충분한 영향을 미쳐 전 세계 탄소 예산에 영향을 미칠 것이다. 해빙 과정이 서로 달라 여전히 불확실하기 때문에 영구동토에서 방출되는 온실가스의 양을 정확하게 예측하기는 어렵다. 배출량이 인위적 배출량보다 적을 것이며 폭주하는 온난화를 초래할 만큼 크지는 않을 것이라는 데에는 광범위한 합의가 이루어지고 있다. 대신, 연간 영구동토 배출량은 전 세계 산림 파괴로 인한 배출량 또는 러시아나 미국, 중국과 같은 대국의 연간 배출량과 비슷할 가능성이 있다.
영구동토 해빙은 기후에 미치는 영향 외에도 추가적인 위험을 초래한다. 과거에 얼어붙은 땅에는 종종 해빙 시 수압 포화도가 갑자기 초과될 정도로 충분한 얼음이 포함되어 있어 지반이 상당히 이동하거나 심지어 완전히 붕괴될 수 있다. 많은 건물과 기타 기반 시설이 영구동토가 얼어붙고 안정적일 때 건설되었기 때문에 녹으면 붕괴될 위험이 있다. 추정에 따르면 2050년까지 이러한 기반 시설의 거의 70%가 위험에 처해 있으며, 관련 비용이 21세기 후반에는 수백억 달러에 이를 수 있다. 게다가 독성 폐기물로 오염된 13,000개에서 20,000개의 부지와 천연 수은 매장지가 영구동토에 존재하는데, 이는 모두 온난화가 진행됨에 따라 누출되어 환경을 오염시킬 가능성이 있다. 마지막으로, 병원성 미생물이 해빙을 견디고 미래의 전염병에 기여할 가능성에 대한 우려가 제기되었다. 그러나 이는 가능성이 낮은 것으로 간주되며, 이 주제에 대한 과학적 검토는 그 위험도가 "일반적으로 낮다"고 설명한다.

## 같이 보기
- 유빙의 한계
- 영구빙의 한계